# Guido Bernardi
Guido Bernardi (Pontenure, Província de Piacenza, 21 de setembre de 1921 - Pontenure, Província de Piacenza, 22 de gener de 2002) va ser un ciclista italià que fou professional entre 1950 i 1952.
El 1948 va prendre part en els Jocs Olímpics de Londres, tot guanyant una medalla de plata en la prova de persecució per equips, fent equip amb Rino Pucci, Arnaldo Benfenati i Anselmo Citterio.

## Palmarès
- 1948
  -  Medalla de plata als Jocs Olímpics de Londres en persecució per equips
  - Vencedor de 2 etapes del Giro de la Pulla i la Lucània
- 1949
  - 1r al Trofeu Banfon
  - 1r a la Coppa San Geo
- 1950
  - 1r al Gran Premi Ceramisti-Ponzano Magra